# Chengguan, Gaotai
Chengguan (kinesiska: 城关) är en köping i nordvästra Kina. Den ligger i Gaotai härad i staden Zhangye i provinsen Gansu, omkring 510 kilometer nordväst om provinshuvudstaden Lanzhou. 